# Куритибанус
Куритибанус (порт. Curitibanos)  —  муниципалитет в Бразилии, входит в штат Санта-Катарина. Составная часть мезорегиона Серрана. Входит в экономико-статистический  микрорегион Куритибанус. Население составляет 40 045 человек на 2022 год. Занимает площадь 949,994 км². Плотность населения — 42,16 чел./км².

## История
Город основан 11 июня 1869 года.

## Статистика
- Валовой внутренний продукт на 2003 составляет 256.980.253,00 реалов (данные: Бразильский институт географии и статистики).
- Валовой внутренний продукт на душу населения на 2003 составляет 6.917,00 реалов (данные: Бразильский институт географии и статистики).
- Индекс развития человеческого потенциала на 2000 составляет 0,769 (данные: Программа развития ООН).